# Guillaume III de Bourgogne
Guillaume III de Bourgogne dit l'Enfant (né vers 1110, mort le 1er mars 1127) est comte palatin de Bourgogne, et de Mâcon.
Fils unique du comte Guillaume II de Bourgogne dit l'Allemand, et d'Agnès de Zähringen (fille de Berthold II), il succède en janvier 1125 à son père victime d'un complot organisé par certains barons révoltés.
C'est encore un adolescent quand il est assassiné dans l'église abbatiale de Payerne (Suisse) avec Pierre et Philippe de Glane ainsi que d'autres nobles chevaliers.
Son cousin, le comte Renaud III de Bourgogne (le fils de son grand-oncle Étienne Ier de Bourgogne) devient seul comte palatin de Bourgogne en 1127.